# Campylopus luteus
Campylopus luteus är en bladmossart som beskrevs av Jean Édouard Gabriel Narcisse Paris 1894. Campylopus luteus ingår i släktet nervmossor, och familjen Dicranaceae. Inga underarter finns listade i Catalogue of Life.